# 야부키정
야부키정(일본어: 矢吹町 야부키마치[*])은 일본 후쿠시마현 니시시라카와군의 정이다.

## 인접한 자치체
- 시라카와시(구 다이신촌 지구)
- 니시시라카와군 나카지마촌, 이즈미자키촌
- 이와세군 덴에이촌, 가가미이시정
- 이시카와군 다마카와촌, 이시카와정

## 역사
옛날에는 오슈 가도와 미토 가도의 분기점이었으며 현재도 계속해서 교통의 요지로 기능하고 있다.
- 1889년 4월 1일 - 니시시라카와군 야부키촌·나카하타촌·미카미촌이 탄생하였다.
- 1902년 12월 26일 - 야부키촌이 정으로 승격해 야부키정이 되었다.
- 1951년 4월 1일 - 니시시라카와군 미카미촌의 일부를 야부키정에 편입하였다.
- 1955년 3월 31일 - 야부키정·나카하타촌·미카미촌, 이와세군 히로도촌의 일부가 합병해 현재의 야부키정이 탄생하였다.

## 인구
| 연도 | 인구   | ±%     |
| ---- | ------ | ------ |
| 1950 | 15,531 | —      |
| 1960 | 16,199 | +4.3%  |
| 1970 | 15,666 | −3.3%  |
| 1980 | 17,578 | +12.2% |
| 1990 | 18,642 | +6.1%  |
| 2000 | 18,892 | +1.3%  |
| 2010 | 18,407 | −2.6%  |

## 교통

### 철도
- 동일본 여객철도 도호쿠 본선

### 도로
- 도호쿠 자동차도
- 국도 4호선